# Saison 2014-2015 des Knicks de New York
La saison 2014-2015 des Knicks de New York est la 69e saison de la franchise en NBA. Le 9 juin 2014, le club annonce que Derek Fisher est le nouvel entraîneur à partir de cette saison.

## Draft
| Tour | Choix | Joueur                 | Poste | Nationalité | Provenance                   |
| ---- | ----- | ---------------------- | ----- | ----------- | ---------------------------- |
| 2    | 34    | Cleanthony Early       | SF    | États-Unis  | Wichita                      |
| 2    | 51    | Thanásis Antetokoúnmpo | SF    | Grèce       | 87ers du Delaware (D-League) |

## Classements

### Conférence
| Conférence Est | Conférence Est         | Conférence Est | Conférence Est | Conférence Est | Conférence Est | Conférence Est | Conférence Est |
| No             | Franchise              | Vic.           | Déf.           | MJ             | MR             | % V/D          | RV             |
| -------------- | ---------------------- | -------------- | -------------- | -------------- | -------------- | -------------- | -------------- |
| 1              | Hawks d'Atlanta        | 60             | 22             | 82             | 0              | 73,2%          | -              |
| 2              | Cavaliers de Cleveland | 53             | 29             | 82             | 0              | 64,6%          | 7              |
| 3              | Bulls de Chicago       | 50             | 32             | 82             | 0              | 61,0%          | 10             |
| 4              | Raptors de Toronto     | 49             | 33             | 82             | 0              | 59,8%          | 11             |
| 5              | Wizards de Washington  | 46             | 36             | 82             | 0              | 56,1%          | 14             |
| 6              | Bucks de Milwaukee     | 41             | 41             | 82             | 0              | 50,0%          | 19             |
| 7              | Celtics de Boston      | 40             | 42             | 82             | 0              | 48,8%          | 20             |
| 8              | Nets de Brooklyn       | 38             | 44             | 82             | 0              | 46,3%          | 22             |
|                |                        |                |                |                |                |                |                |
| 9              | Pacers de l'Indiana    | 38             | 44             | 82             | 0              | 46,3%          | 22             |
| 10             | Heat de Miami          | 37             | 45             | 82             | 0              | 45,1%          | 23             |
| 11             | Hornets de Charlotte   | 33             | 49             | 82             | 0              | 40,2%          | 27             |
| 12             | Pistons de Détroit     | 32             | 50             | 82             | 0              | 39,0%          | 28             |
| 13             | Magic d'Orlando        | 25             | 57             | 82             | 0              | 30,5%          | 35             |
| 14             | 76ers de Philadelphie  | 18             | 64             | 82             | 0              | 22,0%          | 42             |
| 15             | Knicks de New York     | 17             | 65             | 82             | 0              | 20,7%          | 43             |

### Division
| Division Atlantique   | V  | D  | MJ | % V/D | GB | Dom   | Ext   | Div  | Conf  |
| --------------------- | -- | -- | -- | ----- | -- | ----- | ----- | ---- | ----- |
| Raptors de Toronto    | 49 | 33 | 82 | 59,8% | -  | 27-14 | 22-19 | 11-5 | 33-19 |
| Celtics de Boston     | 40 | 42 | 82 | 48,8% | 9  | 21-20 | 19-22 | 12-4 | 28-24 |
| Nets de Brooklyn      | 38 | 44 | 82 | 46,3% | 11 | 19-22 | 19-22 | 10-6 | 24-28 |
| 76ers de Philadelphie | 18 | 64 | 82 | 22,0% | 31 | 12-29 | 6-35  | 2-14 | 12-40 |
| Knicks de New York    | 17 | 65 | 82 | 20,7% | 32 | 10-31 | 7-34  | 5-11 | 11-41 |

## Saison régulière
| Saison régulière Total: 17-65 (Domicile : 10-31; Extérieur : 7-34) |

- Le 6 janvier 2015 après une 12e défaite consécutive ils se retrouvent dernier de la conférence.
- Le 14 mars après une 52e défaite contre les Warriors de Golden State ils sont éliminés de la course aux playoffs.

Le calendrier a été annoncé le 13 août.

## Confrontations
| Conférence Est      | Conférence Est                              | Conférence Est                              | Conférence Est                              | Conférence Est                              | Conférence Ouest                            | Conférence Ouest                            | Conférence Ouest                            |
| Division Atlantique | Division Atlantique                         | Division Atlantique                         | Division Atlantique                         | Division Atlantique                         | Division Nord-Ouest                         | Division Nord-Ouest                         | Division Nord-Ouest                         |
| Équipe              | Domicile                                    | Domicile                                    | Extérieur                                   | Extérieur                                   | Équipe                                      | Domicile                                    | Extérieur                                   |
| ------------------- | ------------------------------------------- | ------------------------------------------- | ------------------------------------------- | ------------------------------------------- | ------------------------------------------- | ------------------------------------------- | ------------------------------------------- |
| Boston              | 97-108                                      | 92-96                                       | 101-95                                      | 94-115                                      | Denver                                      | 109-93                                      | 78-106                                      |
| Brooklyn            | 93-98                                       | 98-100                                      | 99-110                                      | 88-92                                       | Minnesota                                   | 92-95 (OT)                                  | 99-115                                      |
|                     |                                             |                                             |                                             |                                             | Oklahoma City                               | 100-92                                      | 78-105                                      |
| Philadelphie        | 91-83                                       | 101-91                                      | 98-91                                       | 81-97                                       | Portland                                    | 99-103                                      | 79-101                                      |
| Toronto             | 90-95 (OT)                                  | 103-98                                      | 108-118                                     | 89-106                                      | Utah                                        | 100-102                                     | 82-87                                       |
|                     | 3–5                                         | 3–5                                         | 2–6                                         | 2–6                                         |                                             | 2–3                                         | 0–5                                         |
| Division            | 5–11                                        | 5–11                                        | 5–11                                        | 5–11                                        | Division                                    | 2–8                                         | 2–8                                         |
| Division Centrale   | Division Centrale                           | Division Centrale                           | Division Centrale                           | Division Centrale                           | Division Pacifique                          | Division Pacifique                          | Division Pacifique                          |
| Équipe              | Domicile                                    | Domicile                                    | Extérieur                                   | Extérieur                                   | Équipe                                      | Domicile                                    | Extérieur                                   |
| Chicago             | 80-104                                      |                                             | 97-103                                      | 80-111                                      | Golden State                                | 92-106                                      | 94-125                                      |
| Cleveland           | 87-90                                       | 83-101                                      | 95-90                                       |                                             | L.A. Clippers                               | 80-111                                      | 78-99                                       |
| Detroit             | 81-97                                       | 90-112                                      | 95-98                                       | 121-115 (OT)                                | L.A. Lakers                                 | 92-80                                       | 101-94                                      |
| Indiana             | 86-92                                       | 86-102                                      | 82-103                                      | 82-105                                      | Phoenix                                     | 90-99                                       | 89-102                                      |
| Milwaukee           | 82-95                                       | 91-99                                       | 113-117                                     | 79-95                                       | Sacramento                                  | 86-124                                      | 129-135 (OT)                                |
|                     | 0–9                                         | 0–9                                         | 2–7                                         | 2–7                                         |                                             | 1–4                                         | 1–4                                         |
| Division            | 2–16                                        | 2–16                                        | 2–16                                        | 2–16                                        | Division                                    | 2–8                                         | 2–8                                         |
| Division Sud-Est    | Division Sud-Est                            | Division Sud-Est                            | Division Sud-Est                            | Division Sud-Est                            | Division Sud-Ouest                          | Division Sud-Ouest                          | Division Sud-Ouest                          |
| Équipe              | Domicile                                    | Domicile                                    | Extérieur                                   | Extérieur                                   | Équipe                                      | Domicile                                    | Extérieur                                   |
| Atlanta             | 85-91                                       |                                             | 96-103                                      | 112-108                                     | Dallas                                      | 87-107                                      | 102-109 (OT)                                |
| Charlotte           | 96-93                                       | 82-110                                      | 102-103                                     | 71-76                                       | Houston                                     | 96-120                                      | 86-91                                       |
| Miami               | 79-86                                       | 87-111                                      | 95-109                                      |                                             | Memphis                                     | 82-103                                      | 83-105                                      |
| Orlando             | 95-97                                       | 113-106                                     | 83-89                                       | 80-79                                       | New Orleans                                 | 99-92                                       | 93-104                                      |
| Washington          | 83-98                                       | 91-102                                      | 91-101                                      | 87-101                                      | San Antonio                                 | 104-100 (OT)                                | 95-109                                      |
|                     | 2–7                                         | 2–7                                         | 2–7                                         | 2–7                                         |                                             | 2–3                                         | 0–5                                         |
| Division            | 4–14                                        | 4–14                                        | 4–14                                        | 4–14                                        | Division                                    | 2–8                                         | 2–8                                         |
| Conférence          | 11–41 (Domicile : 5–21 ; Extérieur : 6–20)  | 11–41 (Domicile : 5–21 ; Extérieur : 6–20)  | 11–41 (Domicile : 5–21 ; Extérieur : 6–20)  | 11–41 (Domicile : 5–21 ; Extérieur : 6–20)  | Conférence                                  | 6–24 (Domicile : 5–10; Extérieur : 1–14)    | 6–24 (Domicile : 5–10; Extérieur : 1–14)    |
| Total               | 17–65 (Domicile : 10-31 ; Extérieur : 7–34) | 17–65 (Domicile : 10-31 ; Extérieur : 7–34) | 17–65 (Domicile : 10-31 ; Extérieur : 7–34) | 17–65 (Domicile : 10-31 ; Extérieur : 7–34) | 17–65 (Domicile : 10-31 ; Extérieur : 7–34) | 17–65 (Domicile : 10-31 ; Extérieur : 7–34) | 17–65 (Domicile : 10-31 ; Extérieur : 7–34) |

## Effectif actuel
| Knicks de New York Effectif en fin de saison régulière               |    |                        |                      |               |
| Entraîneur: Derek Fisher                                             |    |                        |                      |               |
| Ailier                                                               | 4  | Drapeau des États-Unis | Quincy Acy           | Baylor        |
| Pivot                                                                | 45 | Drapeau des États-Unis | Cole Aldrich         | Kansas        |
| Ailier                                                               | 21 | Drapeau des États-Unis | Lou Amundson         | UNLV          |
| Ailier                                                               | 7  | Drapeau des États-Unis | Carmelo Anthony (C)  | Syracuse      |
| Ailier fort                                                          | 77 | Drapeau de l'Italie    | Andrea Bargnani      | Italie        |
| Meneur                                                               | 3  | Drapeau de l'Espagne   | José Calderón        | Espagne       |
| Ailier                                                               | 17 | Drapeau des États-Unis | Cleanthony Early (R) | Wichita       |
| Arrière                                                              | 2  | Drapeau des États-Unis | Langston Galloway    | Saint-Joseph  |
| Arrière                                                              | 5  | Drapeau des États-Unis | Tim Hardaway, Jr.    | Michigan      |
| Arrière                                                              | 0  | Drapeau des États-Unis | Shane Larkin         | Miami         |
| Arrière                                                              | 11 | Drapeau des États-Unis | Ricky Ledo           | South Kent HS |
| Pivot                                                                | 1  | Drapeau de la Russie   | Alexey Shved         | Russie        |
| Ailier fort, Pivot                                                   | 14 | Drapeau des États-Unis | Jason Smith          | Colorado      |
| Ailier                                                               | 42 | Drapeau des États-Unis | Lance Thomas         | Duke          |
| Ailier                                                               | 6  | Drapeau des États-Unis | Travis Wear (R)      | UCLA          |
| (C) - Capitaine (AL) - Agent libre (R) - Rookie (ou Recrue) - Blessé |    |                        |                      |               |

## Contrats et salaires 2014-2015
| no                                       | Joueur               | Poste | Âge   | Type de contrat | Salaire      | Fin du contrat      |
| ---------------------------------------- | -------------------- | ----- | ----- | --------------- | ------------ | ------------------- |
| Joueurs actuels                          |                      |       |       |                 |              |                     |
| 4                                        | Quincy Acy           | SF    | 24    | Cap Space       | 915 243 $    | 2015 (RFA)          |
| 45                                       | Cole Aldrich         | C     | 26    | Minimum         | 915 243 $    | 2015 (UFA)          |
| 21                                       | Lou Amundson         | PF    | 32    | Minimum         | 409 167 $    | 2015 (UFA)          |
| 7                                        | Carmelo Anthony      | SF    | 30    | Bird            | 22 458 401 $ | 2018 (P)            |
| 77                                       | Andrea Bargnani      | C     | 29    | Bird            | 11 500 000 $ | 2015 (UFA)          |
| 3                                        | José Manuel Calderón | PG    | 33    | Cap Space       | 7 097 191 $  | 2017 (UFA)          |
| 17                                       | Cleanthony Early     | SF    | 23    | Minimum         | 507 336 $    | 2016 (RFA)          |
| 2                                        | Langston Galloway    | PG    | 23    | Minimum         | 235,762 $    | 2016 (RFA)          |
| 5                                        | Tim Hardaway, Jr.    | SG    | 22    | Rookie          | 1 250 640 $  | 2016 (T)            |
| 0                                        | Shane Larkin         | PG    | 22    | Rookie          | 1 606 080 $  | 2016 (T)            |
| 11                                       | Ricky Ledo           | SG    | 22    | 10 jours        | 48 028 $     | Contrat de 10 jours |
| 1                                        | Alexey Shved         | PG    | 26    | Cap Space       | 3 282 056 $  | 2015 (RFA)          |
| 14                                       | Jason Smith          | C     | 28    | Minimum         | 3 278 000 $  | 2015 (UFA)          |
| 42                                       | Lance Thomas         | SF    | 26    | Minimum         | 409 167 $    | 2015 (UFA)          |
| 6                                        | Travis Wear          | SF    | 24    | Minimum         | 507 336 $    | 2015 (RFA)          |
| Contrat(s) terminé(s) en cours de saison |                      |       |       |                 |              |                     |
| -                                        | Lou Amundson         | C     | 26    | 10 jours        | 53 838 $     | -                   |
| -                                        | Lou Amundson         | C     | 26    | 10 jours        | 53 838 $     | -                   |
| -                                        | Lance Thomas         | SF    | 26    | 10 jours        | 53 838 $     | -                   |
| -                                        | Lance Thomas         | SF    | 26    | 10 jours        | 53 838 $     | -                   |
| -                                        | Langston Galloway    | PG    | 23    | 10 jours        | 29 843 $     | -                   |
| -                                        | Langston Galloway    | PG    | 23    | 10 jours        | 29 843 $     | -                   |
| Joueur(s) résilié(s) cette saison        |                      |       |       |                 |              |                     |
| -                                        | Amar'e Stoudemire    | PF    | 32    | -               | 20 910 988 $ | -                   |
| -                                        | Samuel Dalembert     | C     | 33    | -               | 1 984 245 $  | -                   |
| -                                        | Arnett Moultrie      | PF    | 24    | -               | 1 136 160 $  | -                   |
| -                                        | Lou Amundson         | C     | 26    | -               | 570 360 $    | -                   |
| -                                        | Metta World Peace    | SF    | 35    | -               | 555 166 $    | -                   |
| -                                        | Lance Thomas         | SF    | 26    | -               | 412 730 $    | -                   |
| -                                        | Alex Kirk            | C     | 23    | -               | 220 840 $    | -                   |
| -                                        | Langston Galloway    | PG    | 23    | -               | 31 000 $     | -                   |
| -                                        | Jordan Vandenberg    | C     | 24    | -               | 27 000 $     | -                   |
|                                          |                      |       |       |                 |              |                     |
| Total                                    | Total                | Total | Total | Total           | 80 591 205 $ | -                   |

- (UFA) = Le joueur est libre de signer ou il veut à la fin de la saison.
- (RFA) = Le joueur peut signer un contrat avec l’équipe de son choix, mais son équipe de départ a le droit de s’aligner sur n’importe quelle offre qui lui sera faite.
- (P) =  Le joueur décide de rester une saison supplémentaire avec son équipe ou pas. S'il décide de ne pas rester, il devient agent libre.
- (T) =  L'équipe décide de conserver (ou non) son joueur pour une saison supplémentaire. Si elle ne le garde pas, il devient agent libre.
- 2015 = Joueurs qui peuvent quitter le club à la fin de cette saison.

## Transferts

### Échanges
| Juin            | Juin | Juin | Juin                    |
| --------------- | --- | --- | ----------------------- |
| 25 juin 2014    | Échange à deux équipes | Échange à deux équipes | Échange à deux équipes  |
| 25 juin 2014    | Vers Mavericks de Dallas - Tyson Chandler - Raymond Felton | Vers Knicks de New York - José Calderón - Samuel Dalembert - Wayne Ellington - Shane Larkin - Deux choix du second tour de la draft 2014 | [ 3 ]                   |
| 26 juin 2014    | Échange à deux équipes | Échange à deux équipes | Échange à deux équipes  |
| 26 juin 2014    | Vers Knicks de New York - Droits du 57e choix de draft : Louis Labeyrie                                                                                          | Vers Pacers de l'Indiana - Compensation financière                                                                                       | [ 4 ]                   |
| Août            | | |                         |
| 6 août 2014     | Échange à deux équipes | Échange à deux équipes | Échange à deux équipes  |
| 6 août 2014     | Vers Knicks de New York - Quincy Acy - Travis Outlaw | Vers Kings de Sacramento - Wayne Ellington - Jeremy Tyler - Second choix de la draft 2016                                                | [ 5 ]                   |
| Octobre         | | |                         |
| 27 octobre 2014 | Échange à deux équipes | Échange à deux équipes | Échange à deux équipes  |
| 27 octobre 2014 | Vers 76ers de Philadelphie - Travis Outlaw - Second choix de la draft 2019 - Option pour échange de second choix de la draft 2018                                | Vers Knicks de New York - Arnett Moultrie                                                                                                | [ 6 ]                   |
| Janvier         | | |                         |
| 5 janvier 2015  | Échange à trois équipes | Échange à trois équipes | Échange à trois équipes |
| 5 janvier 2015  | Vers Knicks de New York - Lou Amundson (de Cleveland) - Alex Kirk (de Cleveland) - Lance Thomas (d'Oklahoma City) - Second choix de la draft 2019 (de Cleveland) | Vers Cavaliers de Cleveland - Iman Shumpert (de New York) - J. R. Smith (de New York) - Second choix de la draft 2015 (d'Oklahoma City)  | [ 7 ]                   |
| 5 janvier 2015  | Vers Thunder d'Oklahoma City - Dion Waiters (de Cleveland) | | [ 7 ]                   |
| Février         | | |                         |
| 19 février 2015 | Échange à deux équipes | Échange à deux équipes | Échange à deux équipes  |
| 19 février 2015 | Vers Knicks de New York - Alexey Shved - Second tour de draft 2017 - Second tour de draft 2019                                                                   | Vers Rockets de Houston - Pablo Prigioni                                                                                                 | [ 8 ]                   |

## Free agents (Agents libres)

### Free agents qui resignent
| Date       | Joueur          | Nouveau contrat         | Fin du contrat          | Référence |
| ---------- | --------------- | ----------------------- | ----------------------- | --------- |
| 11 juillet | Cole Aldrich    | 981 084 $ sur 1 an      | 2015                    | [ 9 ]     |
| 13 juillet | Carmelo Anthony | 124 064 681 $ sur 5 ans | 2018 (Option terminale) | [ 10 ]    |

### Arrivés
Apparaissent seulement les joueurs ayant commencé le calendrier de la saison régulière avec l'équipe (28 octobre 2014) et les joueurs signés en cours d'année jusqu'à la Trade deadline la 19 février 2015.
| Date        | Joueur            | Contrat                                               | Provenance                                           | Référence |
| ----------- | ----------------- | ----------------------------------------------------- | ---------------------------------------------------- | --------- |
| 9 juin      | Derek Fisher      | 507 336 $ sur 1 an                                    | Thunder d'Oklahoma City (Joueur retraité)            | [ 11 ]    |
| 18 juillet  | Jason Smith       | 3 278 000 $ sur 1 an                                  | Pelicans de La Nouvelle-Orléans                      | [ 10 ]    |
| 1er août    | Cleanthony Early  | 1 350 000 $ sur 2 ans                                 | Wichita (Choix no 34 de la Draft 2014)               | [ 12 ]    |
| 9 septembre | Travis Wear       | 507 336 $ sur 1 an                                    | UCLA (non présent lors de la Draft 2014)             | [ 13 ]    |
| 7 janvier   | Langston Galloway | Contrat de 10 jours                                   | Westchester Knicks (D-League)                        | [ 14 ]    |
| 10 janvier  | Lou Amundson      | Contrat de 10 jours                                   | Knicks de New York                                   | [ 15 ]    |
| 10 janvier  | Lance Thomas      | Contrat de 10 jours                                   | Knicks de New York                                   | [ 15 ]    |
| 20 janvier  | Lou Amundson      | 53,838 $ (Second contrat de 10 jours)                 | Knicks de New York                                   | [ 16 ]    |
| 21 janvier  | Lance Thomas      | Contrat de 10 jours                                   | Knicks de New York                                   | [ 17 ]    |
| 27 janvier  | Langston Galloway | 1 080 000 $ sur 2 ans                                 | Knicks de New York (Après deux contrats de 10 jours) | [ 18 ]    |
| 30 janvier  | Lou Amundson      | 409 167 $ sur 1 an (Signe pour le reste de la saison) | Knicks de New York (Après deux contrats de 10 jours) | [ 19 ]    |
| 31 janvier  | Lance Thomas      | 409 167 $ sur 1 an (Signe pour le reste de la saison) | Knicks de New York (Après deux contrats de 10 jours) | [ 20 ]    |
| 19 mars     | Ricky Ledo        | Contrat de 10 jours                                   | Legends du Texas (D-League)                          | [ 21 ]    |
| 29 mars     | Ricky Ledo        | Second contrat de 10 jours                            | Knicks de New York                                   | [ 22 ]    |

### Départs
| Date         | Joueur                              | Raison départ | Nouvelle équipe                                                   | Référence |
| ------------ | ----------------------------------- | ------------- | ----------------------------------------------------------------- | --------- |
| 11 juillet   | Lamar Odom                          | Résiliation   | -                                                                 | [ 9 ]     |
| 4 août       | Metta World Peace                   | Agent libre   | Sichuan Blue Whales (Chine)                                       | [ 23 ]    |
| 28 août      | Toure' Murry                        | Agent libre   | Jazz de l'Utah                                                    | [ 24 ]    |
| 26 septembre | Earl Barron                         | Agent libre   | Jam de Bakersfield (D-League)                                     | [ 25 ]    |
| 5 janvier    | Samuel Dalembert                    | Résiliation   | -                                                                 | [ 7 ]     |
| 7 janvier    | Lou Amundson Alex Kirk Lance Thomas | Libéré        | Knicks de New York Charge de Canton (D-League) Knicks de New York | [ 26 ]    |
| 16 février   | Amar'e Stoudemire                   | Libéré        | Mavericks de Dallas                                               | [ 27 ]    |